# Паликорови

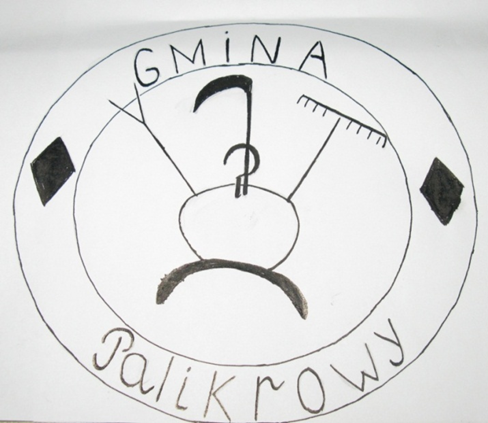
Так виглядала печатка сільського війта в кінці ХІХст.

Паликорови́ — село в Україні, у Золочівському районі Львівської області. Колишній орган місцевого самоврядування — Паликоровівська сільська рада, якій були підпорядковані села Паликорови, Кутище, Яснище. Населення становить 449 осіб.

## Назва
Існує декілька версій походження назви села. За однією з версій, селяни не хотіли коритися польським панам, підіймали проти них повстання, знищували панське майно, вбивали панських слуг. Панам вдалося придушити повстання. Непокірних селян жорстоко покарали: садили на палю (кіл). У перекладі з польської мови, звучить як «палі крові». Підтвердженням цього є те, що у 1872 році австрійська влада видала розпорядження, за яким правильно назву поселення було писати Палікрови, а не Палікрові. За іншими даними, у давні часи на село нападали татари, які забирали селян в полон, палили їх майно, а разом із тим спалювали й корів (кочівникам корови були не потрібні), тому і назва, — Паликорови.
За інформацією Державного архіву Львівської області, що  в незапам’ятні часи у селі почали масово вимирати люди, а поселення тоді було в урочищі «За рудою». Селяни взяли пару волів, впрягли у плуг й заорали поле для нового села. А ці воли-корови спалили. З того часу й пішла назва села Паликорови. За розповідями старожилів, що пізніше, вже за панщини, селяни орали в урочищі «За рудою», де знаходили черепки та вугілля згарищ. Недалеко від теперішнього села стояв кам'яний хрест з написом польською: «Jest tu cmentarz cholery», що вказував на місцерозташування цвинтару, де були поховані селяни, які померли під час епідемії холери.
Ще одна версія пов'язана з трагічними подіями, що відбувалися на території села Паликорови. Кожен завойовник за будь-яку ціну хотів захопити підкамінський монастир, тому околиці села, поля, були залиті кров’ю, а звідси й назва села: «Поле крові» — Паликорови.
Іронічно жителів села Паликорови  жителі сусідніх сіл називали "гули"[джерело?].

## Географія
Урочища:
- Піщина
- Селища
- За рудою
- Жолубина
- Сабариха
- Віднога
- Застав

### Клімат
| Клімат Паликорів          | Клімат Паликорів | Клімат Паликорів | Клімат Паликорів | Клімат Паликорів | Клімат Паликорів | Клімат Паликорів | Клімат Паликорів | Клімат Паликорів | Клімат Паликорів | Клімат Паликорів | Клімат Паликорів | Клімат Паликорів | Клімат Паликорів |
| Показник                  | Січ.             | Лют.             | Бер.             | Квіт.            | Трав.            | Черв.            | Лип.             | Серп.            | Вер.             | Жовт.            | Лист.            | Груд.            | Рік              |
| Середній максимум, °C     | −2,1             | −0,9             | 3,8              | 12,2             | 18,4             | 21,8             | 23,1             | 22,4             | 18,0             | 12,0             | 4,9              | 0,0              | 11               |
| Середня температура, °C   | −5,1             | −3,9             | 0,3              | 7,4              | 13,0             | 16,5             | 17,8             | 17,0             | 13,0             | 7,7              | 2,2              | −2,5             | 6                |
| Середній мінімум, °C      | −8               | −6,8             | −3,2             | 2,6              | 7,7              | 11,3             | 12,6             | 11,7             | 8,0              | 3,4              | −0,5             | −4,9             | 2                |
| Норма опадів, мм          | 33               | 31               | 30               | 46               | 71               | 84               | 91               | 68               | 57               | 38               | 37               | 39               | 625              |
| ------------------------- | ---------------- | ---------------- | ---------------- | ---------------- | ---------------- | ---------------- | ---------------- | ---------------- | ---------------- | ---------------- | ---------------- | ---------------- | ---------------- |
| Джерело: climate-data.org |                  |                  |                  |                  |                  |                  |                  |                  |                  |                  |                  |                  |                  |

## Історія
Перша писемна згадка про село Паликорови датується 1501 роком.На початку XVI cт селом Паликорови володіли князі Збаражські та Цебровські. В 1515 році на село Паликорови напали татари.
В 1516 році село Паликорови переходить у власність Мартина з Кам'янця, подільського воєводи. Разом з Паликоровами у власність Мартина потрапили також інші села Підкамінського ключа. В 1519 році власником села стає В.Цебровський.
В 1524 році село Паликорови перебувало у власності польського короля Сигизмунда І. У Цей рік король передав с.Паликорови ( та інші села Підкамінського ключа) у заставу Вінценту Цебровському терміном на 18 років. Через 4,5 роки Цебровський передає своє право застави Мартину з Кам'янця, при у мові, що через 13,5 років с. Паликорови та інші села будуть повернуті у власність Цебровського та його спадкоємців.
В 1527 році село знову переходить у власність Мартина з Кам'янця. Після його смерті власником Паликоровів в 1531 році стає його син.
В 1538 році село Паликорови в довічне користування отримує Ян Цетнер.
До 1569 року в околицях села Паликорови проходив кордон між Польщею та Великим князівством Литовським. В описі встановлення кордону   зазначено, що село Паликорови, станом на 1546 рік, є власністю Яна Кам’янецького. Можливо, Цетнери продали село Паликорови Кам’янецькому, або він захопив село силою, що у цей час було звичним явищем. При визначенні меж села Паликорови згадано такі урочища в його околицях: «Мокре», «Урвихвіст», став «Чехів». Представники Збаражських, чиї землі межували із землями Кам’янецького, переконували урядового комісара, що кордон має проходити по середині ставу у селі Паликорови. Представник Яна Кам'янецького це заперечував.
В 1552 році село Паликорови згадується в податковому реєстрі сіл Золочівського ключа. Згідно податкового документу власником села Паликорови у той час був Анжей Гурка, якому окрім Паликоровів, належали ще сусідні села.
В 1602 році село перебувало у власності Войтеха (Войцеха) Гурського. Цього року він подав позов до Львівського суду у справі втечі селян з його маєтку. Справу не було вирішено, бо в 1605 році Барбара Гурська, вдова Войцеха Гурського, знову подала позов у тій самій справі. У документі згадувалося про втечу трьох селян із с.Паликорови. Барбара Гурська запевняла суд, що втікачі – її власність, проте суд зажадав від позивачки «титул права» -  нотаріально засвідчене право власності. Гурська не пред’явила суду ніяких документів, тому у задоволенні позову на її користь суд відмовив.  Мабуть, Гурські заволоділи селом Паликорови незаконно, або документально не оформили майно відповідно до тогочасних вимог.
У 1628 році село Паликорови перебувало у власності дітей Марціна Кам'янецького.
В 1649 році Паликоровами володів пан Гурський. Село у цей час зазнало великого спустошення.
В 1698 році селом володіла пані Гурська. Справи у Гурських йшли, мабуть, погано, бо 19 грудня 1711 року Станіслав Гурський, староста Літинський, позичив у кляштора 20 тис. золотих, за що відав у заставну оренду село Паликорови.
Можливо, що Гурські не зуміли повернути гроші, монастирю, бо в 1725 року с. Паликорови згадується як монастирське володіння.
17 грудня 1729 року дідичі Юзеф з Домбровиці Фірлей-Ґурський, кагарлицький староста, з дружиною Маріанною Божичівною з Єловицьких подарували маєтності — села Паликорови та Паньківці — Антонію Цетнеру з Чертвиць на Підкамені, Краківці, Пневі, Делятині — старості коритницькому.
В 1735-36 років село Паликорови перебувало в оренді Підкамінського монастиря, який віддав село в суборенду якомусь єврею.
Від 1772 роуц до 1918 року неподалік села Паликорови проходив кордон між Австрійською та Російською імперіями.
Станом на 1787 рік власником села був Петро Конопко, якому, крім села Паликорови, належало ще село Паньківці. Головна панська садиба знаходилася в Паликоровах (там, де сучасна ферма). У цей час пан мав власну броварню, яка розташовувалася над ставом, зі сторони Підкаменя. Пану також належали дві корчми. Одна корчма розташовувалась на дорозі від Залізців до Підкаменя (сучасне урочище «Озірець», біля дороги, яка веде до села Загір’я). Друга корчма розміщувалась в селі. Пан мав два млини. Один розташовувався біля ставу від Підкаменя. Другий був на греблі ставу на «Кобильовці», від кордону з Кутищами.
У 1818 році Gazeta Lwowska надрукувала оголошення про продаж маєтку паликоровівського ключа. Можливо, що у цей час Конопки продали с. Паликорови Цетнерам. 1833 року маєток у селі від власника — Алєксандера Цетнера — придбав барон Ян Конопка
В 1848 році австрійський уряд скасував панщину. На пам'ять про цю подію в селі Паликорови був поставлений "Хрест свободи".

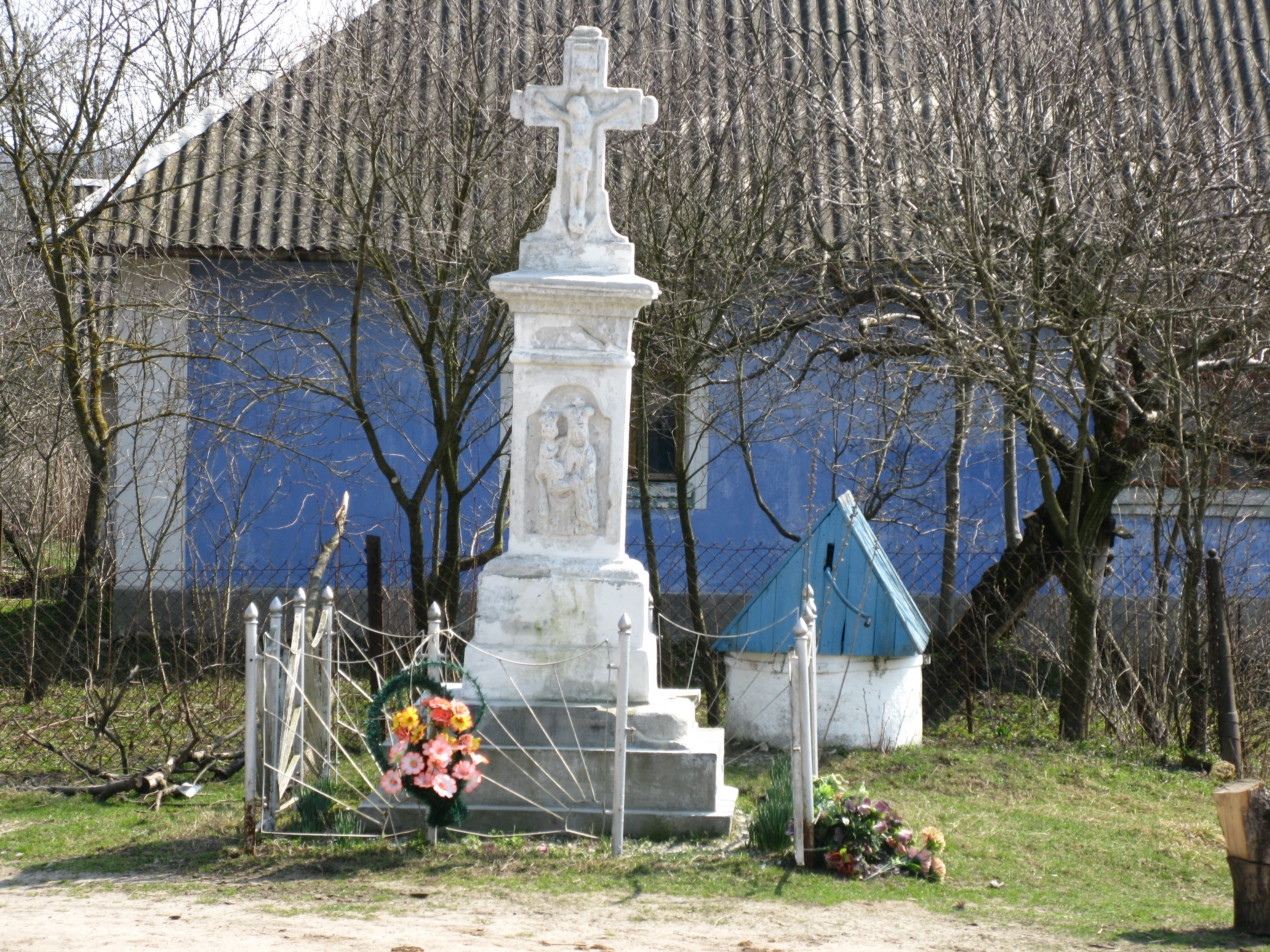

В 1861 році село переходить у власність Йозефа Менчинського.
В жовтні 1894 року в селі сталася велика пожежа. Для допомоги постраждалим Цісар виділив 500 злотих.
У ХІХ столітті в селі діяла парафія Святого Михайла, що належала до Підкамінського деканату та була філією парафії Святої Параскеви у Підкамені. Налічувала 152 вірних. Адміністратором обох парафій був парох Накваші о. Іван Маркевич
За радянських часів був створений колгосп імені 17 Вересня з центральною садибою (конторою) у Паликоровах.

### Село Паликорови під час Першої світової війни.
В 20-х числах серпня 1914 року с. Паликорови було зайняте російською армією. Російська окупаційна влада  силоміць насаджує в селі московське  православ'я.
На початку вересня 1915 року в околицях села Паликорови відбувався бій між 5 військовим корпусом 2-ї австро-угорської армії та підрозділами 34 піхотної дивізії російської армії.

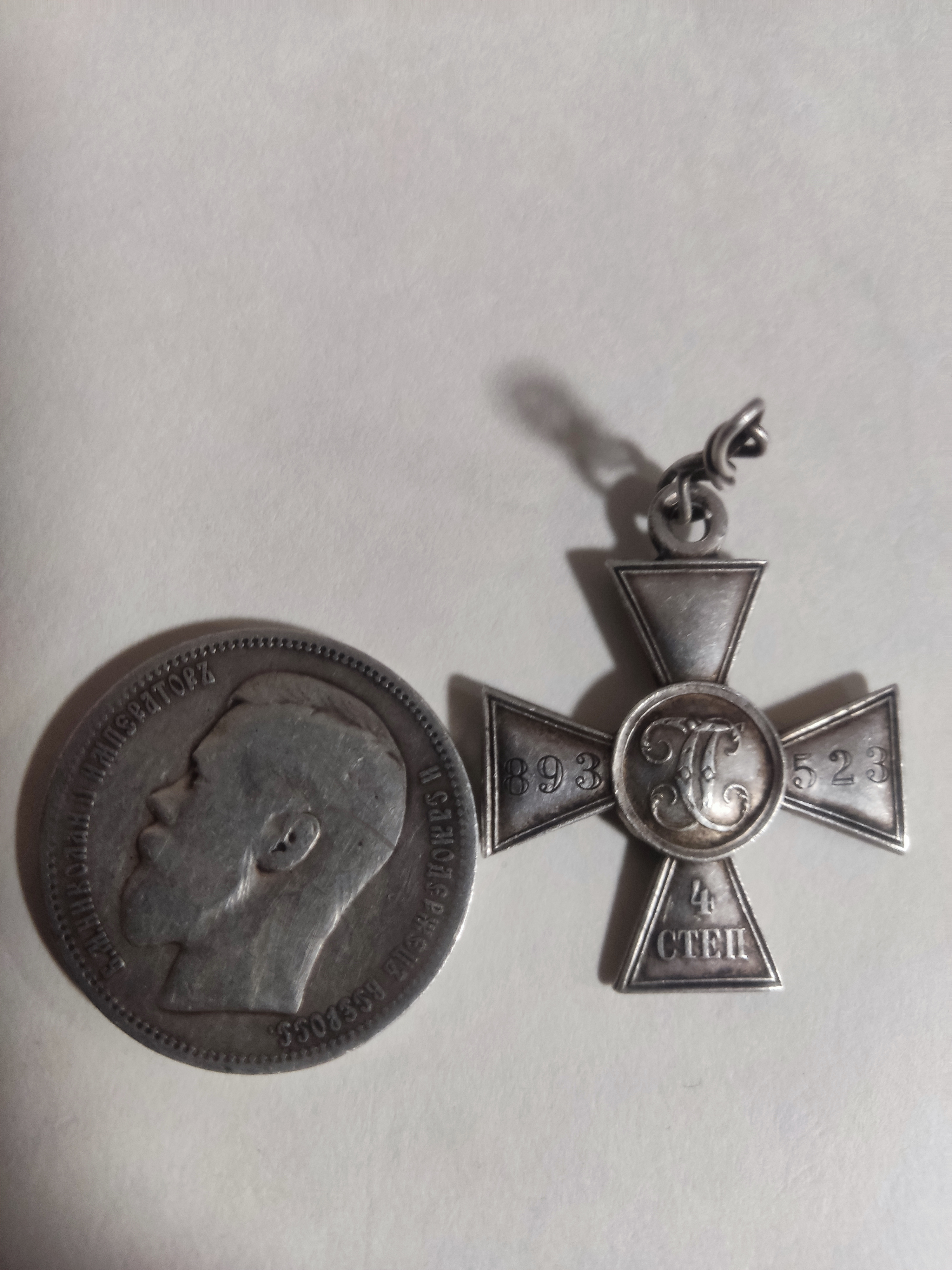
Російський рубель 1896р та солдатський "Георгій" 4степ., знайдені в околицях с.Паликорови.

Ще 20 серпня 1915 року російське командування дало наказ про будівництво укріплень в околицях нашого села, а загальна лінія фронту простягалася по лінії міст Тернопіль – Дубно – Пінськ. Вже 21 серпня 1915 року за селом російські саперні частини почали копати окопи. Перша лінія оборони була за селом від сторони  Стиборівки, при дорозі Броди-Тернопіль. Друга лінія оборони проходила по лінії «Лиса гора»-«Жолубина»-«Застав»-околиці Підкаменя. Перші сутички між австрійцями та росіянами розпочалися 2 вересня 1915р. Головний бій в околицях села Паликорови відбувся 6-7 вересня (бій біля Підкаменя). Австрійська армія перемогла російську. Після цієї битви с.Паликорови стає тиловою зоною австрійського війська, а лінія фронту проходить на відстані 10-15 км. на схід від села Паликорови.
Літом 1916 року росіяни потіснили австрійців і село Паликорови знову займають російські війська. В селі перебувають тилові підрозділи царської армії, а лінія фронту проходить в околицях сіл Батьків, Звижень. В червні 1917 року там точилися кровопролитні бої. Росіяни покидають околиці Підкаменя лише у лютому 1918р.
За даними австрійських джерел  32 жителів села Паликорови брали участь у Першій світовій війні на стороні Австрії.
Наслідки воєнного лихоліття 1914-1918 рр для села Паликорови описані 17 серпня 1918р в газеті "Czas"  У статті під назвою "Бездомні", автор повідомляє, що війною село було зруйновано майже повністю. Жителі села Паликорови, як і решту сіл Бродівського повіту, до серпня 1918 року не отримали жодної допомоги від держави.

### Історія села в часи існування другої Речі Посполитої (1919-1939рр)
У липні 1927 року село Паликорови постраждало від випадання граду( всього від стихії постраждали 20 сіл Бродівського повіту). Стихія знищила врожай на городах та садах.
В 20-30-х рр ХХст  в селі діяли товариства:"Добровільна пожежна охорона".  "Союз стрільців" , "Школа людова", "Католицька жіноча молодь"
В 1935 році "Стрільці" з с.Паликорови при підтримці мосвофілів с. Кутище напали на будинок "Просвіти" в с. Кутище.
В селі з 1927 року існував осередок УНДО, головою осередку був Михайло Дзвіник, який обіймав ще посаду члена Підкамінського окружного комітету УНДО.
У 1934 році в Польщі була проведена адміністративна реформа: створено Підкамінську гміну, куди разом з іншими селами Підкамінського ключа увійшло і село Паликорови. Відповідно до реформи було створено і нові поліційні відділки. В селі Паликорови у цей час існували такі хутори:  Гаї, Кобильовка, Олівець, Рожанська, Велике Поле, Застав.

### Село Паликорови під час Другої світової війни (1939-1945рр)
З початком війни, напад 1.09.1939 року нацистської Німеччини на Польщу, солтис роздавав жителям села Паликорови повістки. На початку вересня 1939 року в селі Паликорови перебували польські солдати, які втікали до Румунії. Це був підрозділ забезпечення. На возах везли продукти харчування та обмундирування. Зі собою мали польову кухню. Солдати спали в сільських стодолах, а офіцери спали в хатах. З приходом в Галичину "перших советів", (напад СРСР на Польщу 17.09.1939р) в селі був створений тимчасовий комітет, який мав владні повноваження на селі. Головою комітету було обрано Василінку Степана Михайловича. Дмитрук Іван Онуфрійович – заступник голови. Гуляр Томко Сафатович — секретар. Членами комітету були такі жителі села Паликорови: Самардак Василь Федорович, Цимбалістий Петро Домінькович, Кавецький Казимир Іванович.   
Щоб своєму ганебненому вчинку – загарбання земель, надати благородний відтінок демократії, комуністи організовують вибори на Захдній Україні. Вибори відбуваються в жовтні 1939 року.
Село Паликорови було поділено на десятки. Кожні 10 хат мали свого агітатора: жид Шиягунер, Гуляр Томаш, Пйонтковська Анна, Михайло Пасєка. Щоденно вечором вони робили передвиборчі збори, на яких мали бути всі, хто мав голосувати. Було оголошено, що голосувати повинні всі жителі села Паликорови віком від 18 років. Депутатом до Підкамінської районної ради була обрана Саган Юзефа Томківна.
З приходом комуністів в 1939р в селі Паликорови переховували ікону Підкамінської Матері Божої. Після того як комуністи залишили наш край, ікону урочистою процесією повернули в монастир 14 липня 1941р.
27 січня 1940 року постановою Львівського обласного виконавчого комітету: «Про утворення сільських, селещних та міських рад, підпорядкованих райвиконкомам», була утворена Паликорівська сільська рада з центром у с. Паликорови. Перший голова сільської ради - Василінка Степан Михайлович.
У 26 лютого 1940 р в селі був організований колгосп «ім.17 вересня».
З приходом комуністів в селі почалися репресії. Першими постраждали поляки. В 1940 році з села депортували 12 сімей польських колоністів, виходців з Центральної Польщі. Тут вони отримали землю з виплатою на 25 років, але радянська влада і їх звинуватила в куркульстві. Вислали їх зимою Осадники компактно жили «За ставом» і «Зарудою».
22.06.1941р розпочалася німецько-радянська війна.
4.07.1941р. у село Паликорови прибули німецькі військові. Місцеві жителі спорудили арку, прикрасивши її синьо-жовтою атрибутикою. Офіцери вермахту були незадоволені і наказали розібрати арку.
Під час німецької окупації зі села 53 молодих дівчат та хлопців були вивезені на примусові роботи в Німеччину.
3.11.1943р в с. Паликорови поляками був вбитий комендант української поліції Павлюк.
Відомо, що в селі була банда Юрченків: брати Юзеф, Томаш, їх сестра (Зоя), брати Самардаки: Едмунд і Юзеф. Вільчинський вказує, що саме Томаш Юрченко вбив Яна (Івана) Сокола (псевдо «Ворочок»), та коменданта поліції – Павлюка.   
6.11.1943 року у відповідь на вбивство коменданта, в селі було спалено кілька господарств поляків, які були причетні до вбивства.
Наприкінці 1943 року в селі місцеві поляки організовують партизанський загін комуністичного спрямування. Загін нараховував приблизно 40 місцевих поляків. Командиром загону був поляк Зьомбра(Жомбра). За наказом комуністів цей загін мав проводити диверсійну діяльність на шосе і залізниці Львів-Тернопіль. Загін підпорядковувався радянському партизанському з'єднанню ім. Чкалова під командуванням Б.Д.Кореневського.
18.03.1944 р. в село прийшли радянські розвідники, 20.03.1944 року село було зайняте радянськими військами.
З приходом радянської влади, в селі розпочалася мобілізація до радянської армії. В селі Паликорови було мобілізовано 121 особу, 20 паликорівчан   загинули на фронтах Другої світової війни.
22 березня 1944 року через село пройшли радянські партизани - загін під командуванням М.І.Шукаєва.
В газеті "Вісті""Львівські вісті", " Хлібороб" описуються безчинства, які вчинили радянські солдати в селах Паликорови, Кутище, Яснище.

### Трагедія 12.03.1944 р.

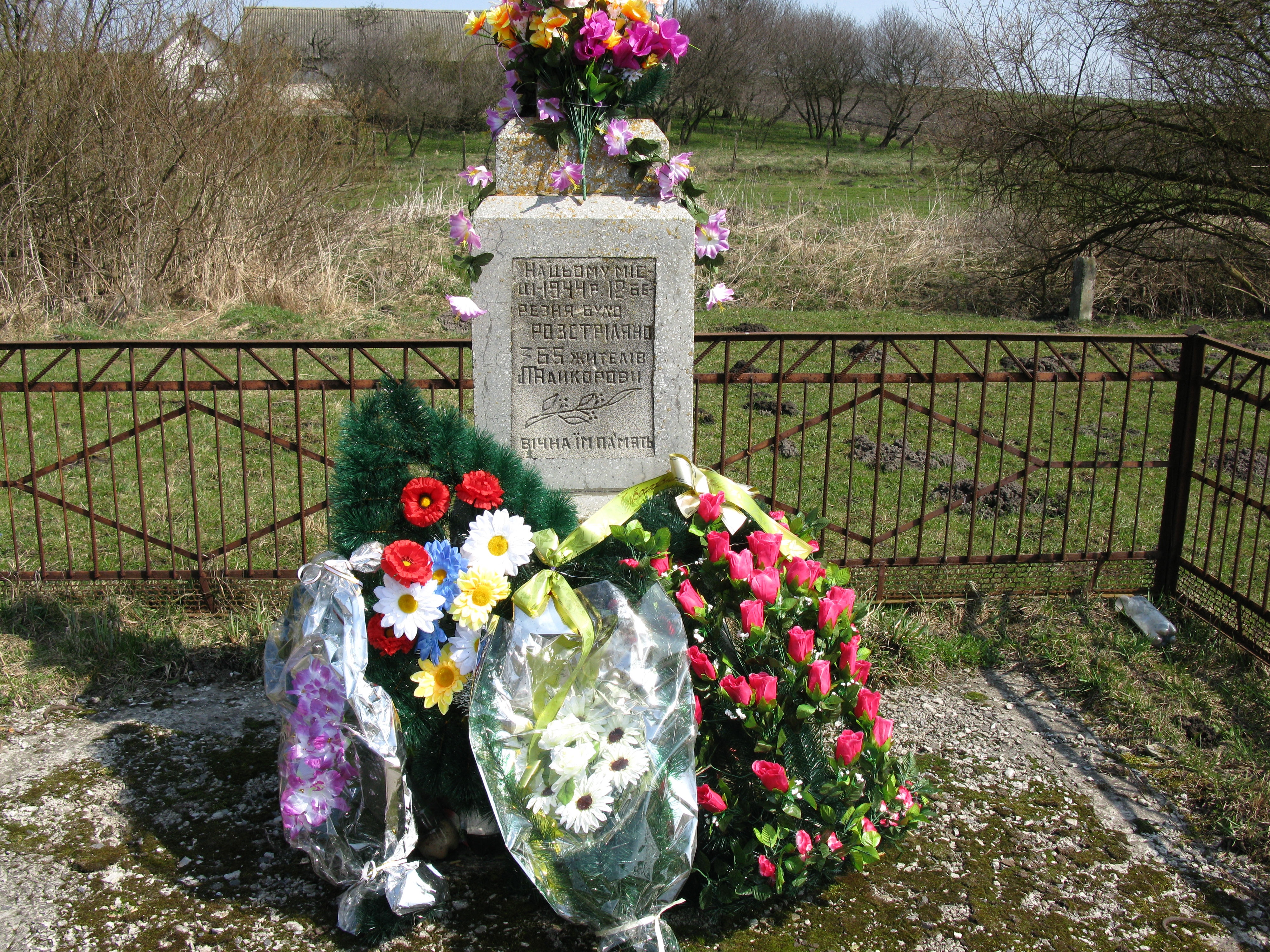
пам'ятний знак на місці розстрілу 12.03.1944р

12.03.1944 року відбулося групове вбивство 365 жителів с.Паликорови, польської національності. До розстрілу причетний курінь УПА «Макса» - Скорупський Максим Антонович. Розстрільна акція проводилась спільно з підрозділами 4-го полку дивізії СС "Галичина".
Під час розстрілу вдалося врятуватися, за різними даними, 6-10 особам.
Ідентифіковано 220 загиблих.
Польські джерела:
Українські джерела:

### Історія села від 1945р до сьогодення.
В газеті «Вперед» - районній газеті Підкаміньського району від 23.08 1945 року повідомлялося, що в Паликоровах відновила діяльність хата-читальня.
У 1945 році в село прибули перші переселенці з Холмщини та Підляшшя. В 1945-1946 рр в село прибули понад 50 родин.
З поверненням радянської влади у селі відновлюють діяльність сільська рада та колгосп.
В 1947 році шляхом примусової колективізації, відновлено діяльність колгоспу ім. 17 Вересня, а, до 1950р в колгосп входили всі жителі села.
В газеті «Радянська нива» за 10.03.1955 року повідомлялося, що колгосп веде підготовку до будівництва нового клубу. Новий клуб був збудований там, де зараз сільський стадіон.
У січні 1959 року в с. Паликорови відкрито ощадкасу.
У 1960 році було закрито в селі церкву.

### Археологічні дослідження.
Напередодні першої світової війни під час копання криниці на глибині 6 метрів було знайдено старовинну монету — срібний денарій періоду правління римського імператора Адріана.
У 1987 році Бродівська археологічна госпдоговірна експедиція інституту суспільних наук АН УРСР провела рятувальні дослідження в зонах меліорації поблизу смт. Підкамінь та Паликорови (у цей час меліоративні роботи в селі проводилися на сіножатях в урочищі «Селище» та на полях по обидва боки урочища «Залізний міст»). Під час археологічної розвідки було виявлено три курганних насипи (підкурганних поховань), бабинської (багатоваликової кераміки) культури ранньобронзової доби, розташованих в урочищах «Піскове» та «Під Високою».
Найбільший з курганів, діаметром близько 40 метрів та висотою 1,4 метри, розташований з південно-західного боку автошляху Броди—Тернопіль, на вершині водороздільного відрогу. Насип складався з пухлого чорнозему, перемішаного з вальками жовтої глини. У західній частині насипу простежено тонкі прошарки землі, перемішаної з попелом та вуглинками, що залягали на глибині 0,4—0,8 метри від поверхні насипу. В одному з цих прошарків знайдено кінський зуб та уламок вінець горщика. Під час розкопок кургану було знайдено лише 6 уламків посуду. Розкопки кургану в Паликоровах підтверджують припущення багатьох дослідників про те, що на території села існувало поселення бронзової доби.
2007 року на північно-західній околиці села виявлене варварське наслідування золотого давньоримського ауреуса. Знахідка може датуватися ІІІ тисячоліттям нашої ери. Таким чином знахідки предметів римського походження на Волино-Подільському прикордонні засвідчують контакти його населення з економічно розвинутими центрами провінційно-римського світу.

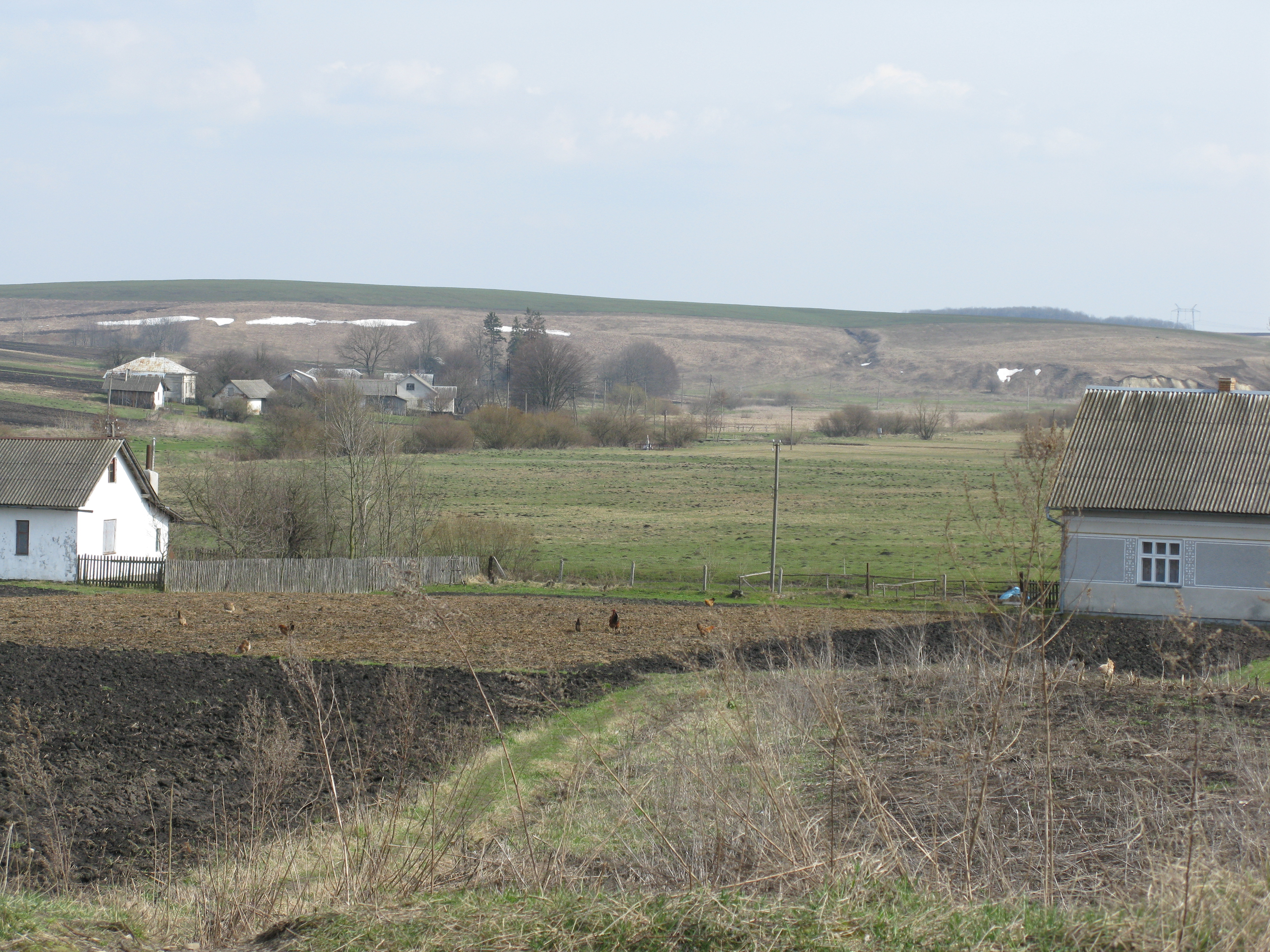
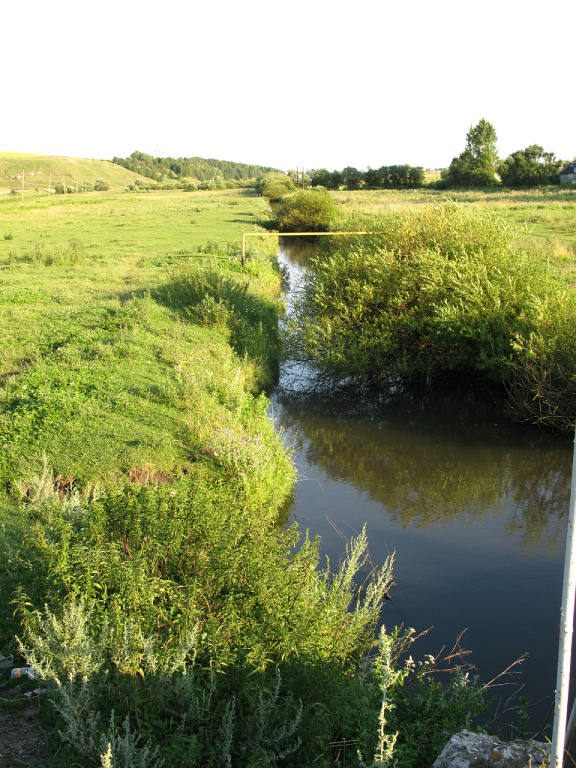
Річка Сворля за селом Паликорови
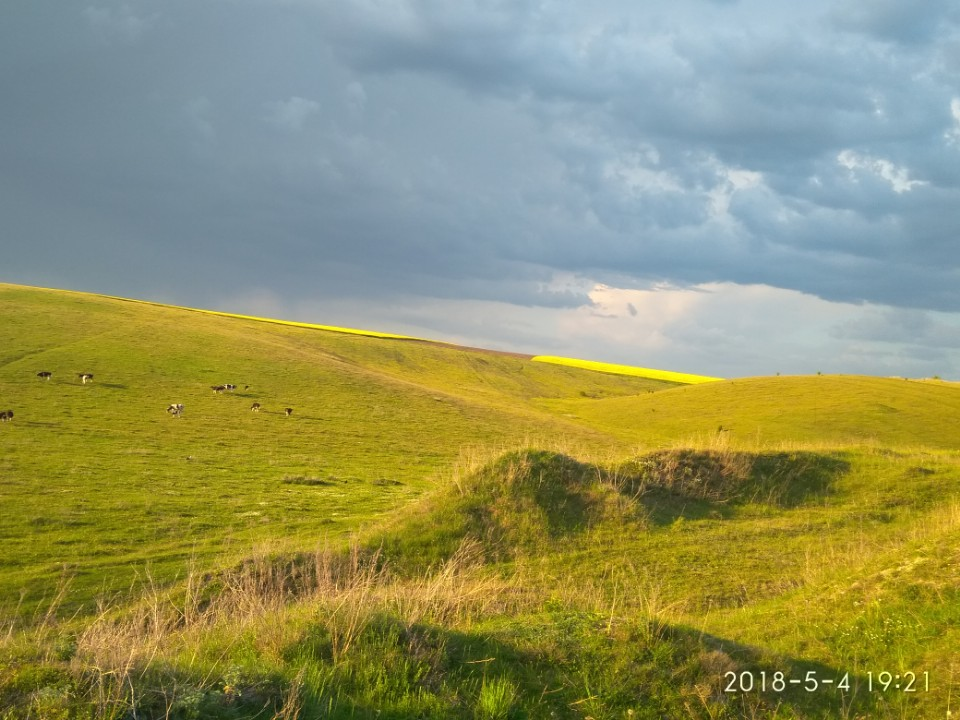
Урочище «Жолубина»
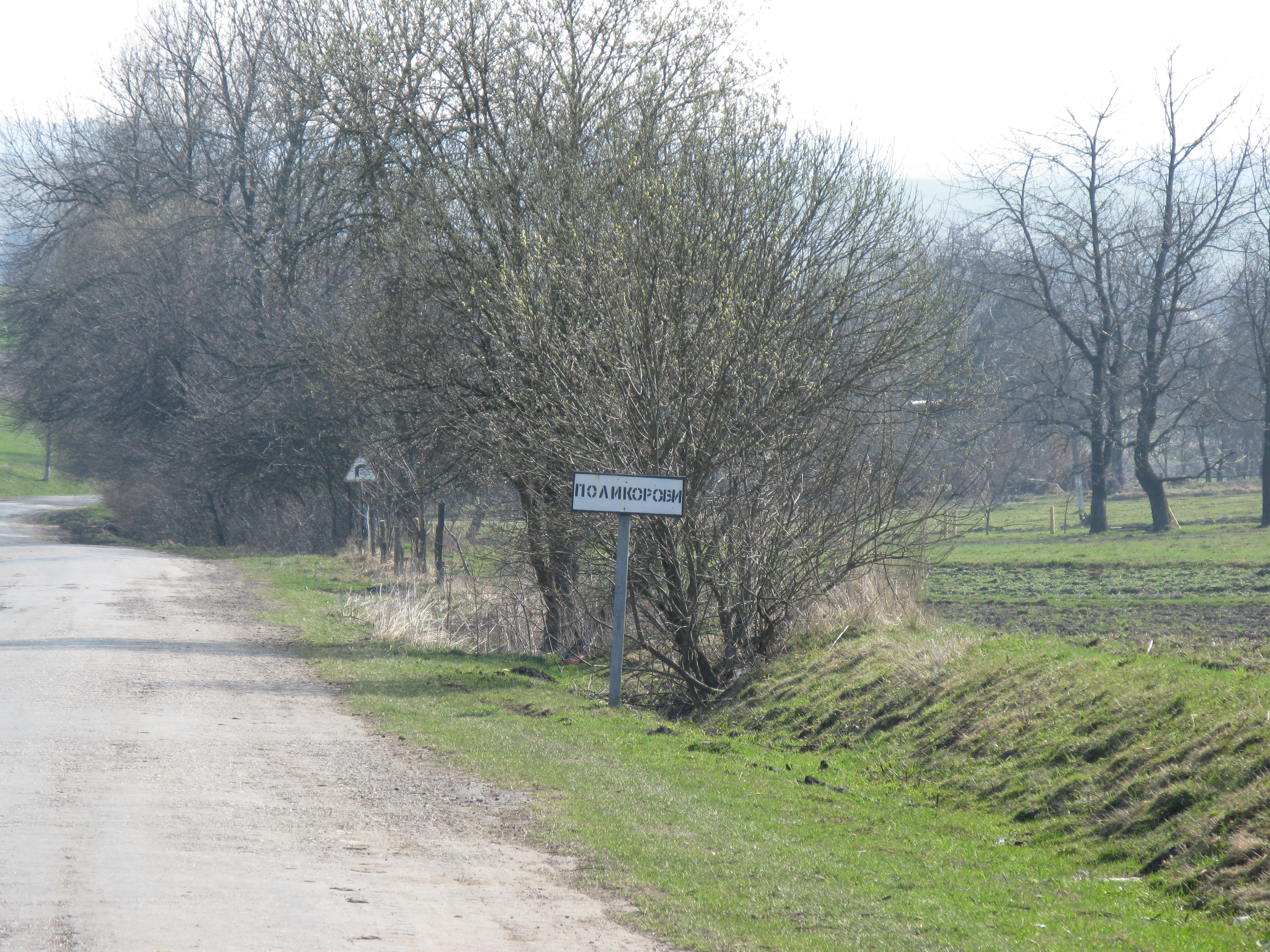
Початок села від лісу «Олівець»
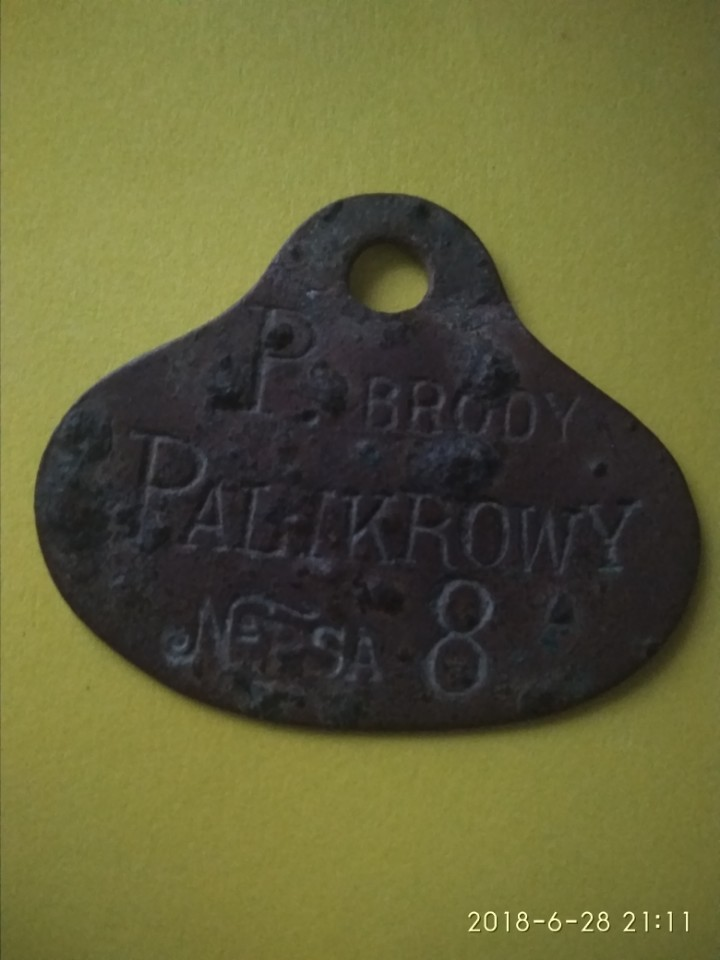
Собачий жетон № 8 (с. Паликорови, повіт Броди)
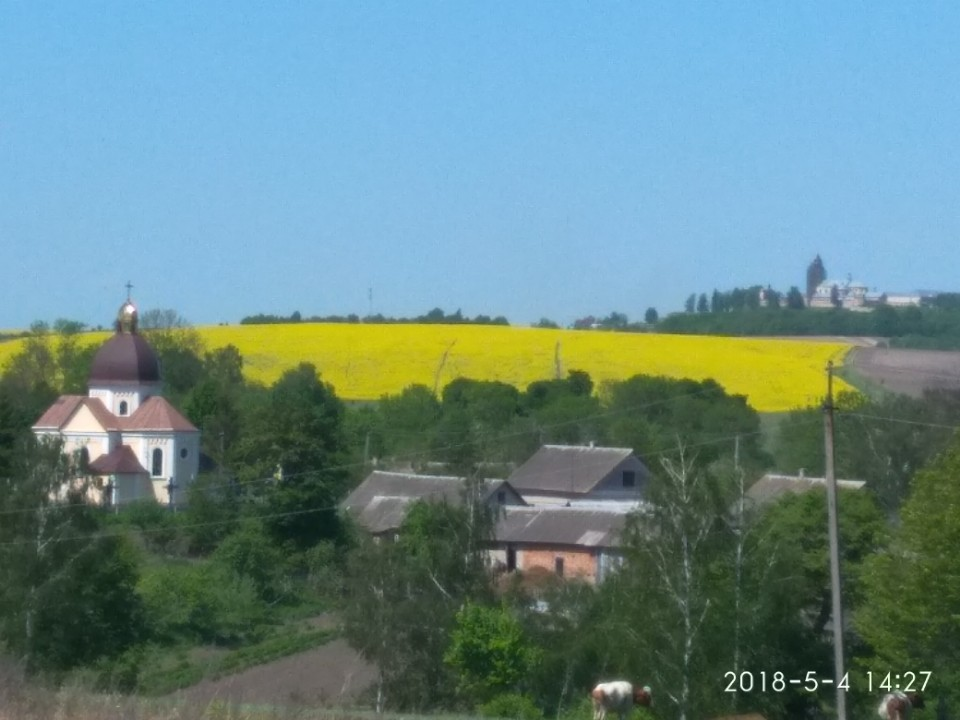
Вигляд на місцеву церкву Архистратига Михаїла (на задньому плані — «Ксьондзове поле» засіяне ріпаком та монастир походження дерева Хреста Господнього у Підкамені)

### Радянські репресії та діяльність УПА (1944—1953)
30.05.1947р у бою з повстанцями в околицях села Паликорови загинув майор Нікітін, начальник Брідського МГБ
В червні 1948 року підрозділ УПА здійснив напад на колгосп в селі Паликорови. В результаті нападу спалено кілька колгоспних будівель
Протягом 1947—1954 років через допомогу УПА, а найчастіше за сфабрикованими обвинуваченнями, окупаційною радянською владою було незаконно засуджено та відправлено на спецпоселення до Сибіру близько 20 осіб, серед них, родини Дишлюків, Коб'яковських, Кутняків, Пасічників та багатьох інших. Реабілітовані Львівською обласною прокуратурою у 1991—1993 роках.
10 червня 1949 р. загинули в бою з облавниками на полі, неподалік від села Паликорови, підпільники зі с. Нем'яч Вільчинський Іван Петрович 1931 р.н. та Дубина Микола Федорович 1930 р.н.

## Населення
У 1787р в селі було 90 господарств. Серед селян найпоширенішими прізвищами були: Юрченко, Зьомбра.
У 1857р в селі проживало 492 особи.
У 1870 р в селі проживало 653 особи.
У 1880р в селі проживало 740 осіб, з них 42 особи жили на панськім фільварку. 465 осіб були римо-католики, 297 - греко-католики. 20 осіб - євреї.
На початок 1890 року в селі проживали 833 особи.
На початок 1901 року в селі проживали 869 осіб (436 чоловіків і 433 жінки). 540 осіб вважали себе римо-католиками, 310 - греко-католики, 19 - євреї. Село налічувало 135 господарств.
У серпні 1918р в селі Паликорови проживали 850 осіб.
У 1921р в селі проживали 974 осіб (470 чоловіків, 504 жінок). 680 - римо-католики, 280 - греко-католики, 7 - євреї. До 1928 року кількість жителів не змінилася
Станом на 9.12.1931 року в селі Паликорови було 214 господарств і проживало 1417 осіб.
На початок січня 1939р в селі Паликорови проживали 1510 осіб, з них 340- українці,1165-поляки,5- євреї. Село Паликорови було третім населеним пунктом тодішнього Бродівського повіту Польщі за кількістю поляків. Більше поляків було тільки в Підкамені та в м.Броди.
У 1968р в селі Паликорови проживало 584 особи.

### Мова
Розподіл населення за рідною мовою за даними перепису 2001 року:
| Мова       | Відсоток |
| ---------- | -------- |
| українська | 99,56%   |
| російська  | 0,44%    |

## Спорт
Честь села захищає ФК «Нива» (Паликорови).

## Товариство "Просвіта"
У лютому 1905 р в с. Паликорови почало діяти товариство "Просвіта". Ініціаторами створення товариства були місцеві селяни: Михайло Дзвінник, Михайло Олійник, Михайло Куб'яковський, Михайло Цінцірук, Василь Кутняк та ін. Статут товариства австрійська влада зареєструвала 01.04.1905р.
02.05.1906р. Львівська "Просвіта" подарувала 75 книжок. 16.05. 1906р відбулися перші загальні збори читальні "Просвіти" в селі Паликорови.Головою читальні обрали о.Михайла Ваврика , пароха Підкаменя.Заступником голови обрали Михайла Цінцірука, секретарем став Михайло Дзвінник. В 1906р товариство зливається з "Просвітою" в Підкамені".

### Історія колгоспного ладу в с.Паликорови
Після «визволення» – захоплення комуністами Західної України, в Галичині починається примусова колективізація. Не минула ця доля і села Паликорови.
15 лютого 1940 року в приміщенні клубу с. Паликорови відбувся мітинг, на якому виступали керівники Підкамінського району та селяни активісти. На зборах проводилося роз’яснення про перевагу колгоспного господарства над дрібним одноосібним господарством. Протягом кількох днів в артіль об’єдналися майже всі бідняки села.

26 лютого було засновано колгосп, у який спочатку об’єднував 55 господарств. До колгоспу було конфісковано землю заможних селян («куркулів» у селі говорили приказку "мав дві кури, два кроля-зробили з мене куркуля). Колективне господарство тоді володіло 400 гектарами землі, 25 га сінокосу, 15 га лісу, мало у розпорядженні 44 коні, 45 корів, 20 свиней, 100 овець та значну кількість конфіскованого у жителів села різного інвентаря. Колгосп мав у розпорядженні  3 трактори : 2 ХТЗ- НАТІ і ХТЗ- 15/30.

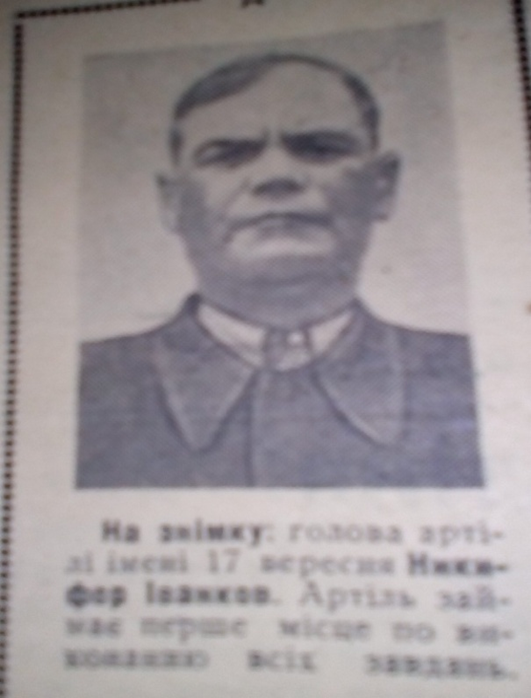
Никифор Іванков- голова колгоспу ім.17 вересня наприкінці 1940- на початку 1950-хрр

5 березня  в хаті Куб’яковського Петра Михайловича відбулись перші збори колгоспників. На зборах було обрано перше правління колгоспу. Колгосп був названий імені 17 Вересня. В правління входили:

1.Дмитрук Іван Онуфрійович 2. Гуляр Томко Сафатович. 3.Дзвінник Микола Михайлович 4.Цимбалістий Петро Домінькович. 5.Данчук Томко.

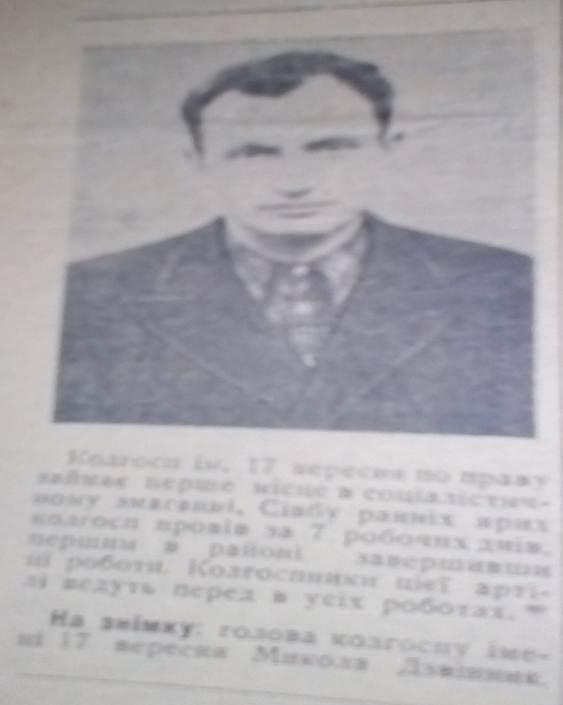
Микола Дзвінник

Діяла Ревізійна комісія, в яку входили: Василінка Степан Михайлович, Цимбаліста Людвіна Степанівна, Гуляр Катерина Йосипівна.
У цей час в колгоспі діяло дві рільничі бригади. Першою бригадою керував Цінцірук Василь Михайлович, другою – Рогатинський Іван.
Першим механізатором був Павло Пйонтковський. Механізаторами також були Беднарський Петро та Рогатинська Яга.
 За перший рік роботи, за трудодень, колгоспники отримували 3 кг. зерна та 50 коп. грошима. Роботу колгоспу перервала німецько-радянська війна.
З листопада 1947р в селі розпочалася повторна примусова колективізація. У 1947 році головою колгоспу обрали Дмитрука Івана Онуфрійовича. В 1950 р в селі завершено колективізацію і всі жителі села стали членами колгоспу. У селян було забрано весь інвентар  та худобу.
В червні 1948року підрозділ УПА здійснив напад на колгосп в селі Паликорови. В результаті нападу спалено кілька колгоспних будівель
У 1950 році колгосп очолив Дзвінник Микола Михайлович. У цей час в колгоспі було 3 бригади. Перша бригада – бригадир П.Щепчун. 2-га- бригадир П.Гармідер. 3-тя – бригадир В.Чеакір
Врожайність зернових у колгоспі на початку 1950-х років становила 15-20 центнерів з гектара
9 травня 1951 року до колгоспу ім. 17 вересня приєднано землі с. Кутище. В березні 1953 року приєднані землі с.Яснище - колгосп імені Лесі Українки.
У 1959 році до колгоспу ім. 17 вересня приєднано землі села Паньківці і землі смт. Підкамінь. У травні 1960 року колгосп ще більше укрупнився. До нього приєднали села Нем’яч, Попівці, та Дудин.
У 1963 році від колгоспу від’єднуються села Попівці, Дудин, Нем’яч, які об’єднуються в колгосп «Перемога».
Станом на 1963 року у розпорядженні колгоспу ім. 17 вересня було 3780 га землі, з них 2743 га - рілля, сінокоси - 195 га., пасовища – 359 га., ліс - 286 га. та 230 гектарів інших угідь. У розпорядженні був також став площею 56 га.
В 1966 році в колгоспі на відгодівлі було: 576 корів, 734 молодняк ВРХ, 1510 свиней, 246 коней, 1000 голів овець. У цьому ж році врожайність зернових становила  22 центнери з гектара.
На початку 90 – х років окремо починають господарювати Підкамінь та Паньківці.
На землях сіл Паликорови, Кутище, Яснище починає господарювати агрофірма «Поділля», яка вела свою діяльність до 2003 року.

## Пам'ятки
- Храм Архистратига Михаїла, збудований у 1911 році[84]. Греко-католицька громада належить до Підкамінського деканату Сокальсько-Жовківської єпархії[85]. Громада ПЦУ належить до Підкаміньського деканату Львівської єпархії ПЦУ. Богослужіння проводяться почергово громадами УГКЦ та ПЦУ с.Паликорови[86].
- Каплиця Святої Родини, збудована у 1912 році.